# Brett Papworth
Brett W. Papworth (Sídney, 5 de noviembre de 1963) es un ex–jugador australiano de rugby y rugby League que se desempeñaba como centro.

## Carrera
Debutó en la primera del New South Wales RU en 1983 y jugó con en él hasta 1988, cuando dejó el rugby a 15 para jugar profesionalmente al rugby League, ya que el rugby a 15 no sería profesional sino hasta 1995.

## Selección nacional
Fue convocado a los Wallabies por primera vez en agosto de 1985 para enfrentar a los Flying Fijians y disputó su último partido en noviembre de 1987 ante los Pumas. En total jugó 16 partidos y marcó cinco tries (20 puntos por aquel entonces).

### Participaciones en Copas del Mundo
Solo disputó una Copa del Mundo: Nueva Zelanda 1987 donde los Wallabies fueron derrotados en semifinales ante Les Bleus con el legendario try de Serge Blanco en el último minuto. Papworth fue titular y formó la pareja de centros junto al capitán del equipo; Andrew Slack.
| Mundial                       | Sede          | Resultado     | PJ | Tries |
| ----------------------------- | ------------- | ------------- | -- | ----- |
| Copa Mundial de Rugby de 1987 | Nueva Zelanda | Cuarto puesto | 5  | 1     |